# Pseudobrama
Pseudobrama is een geslacht van straalvinnige vissen uit de familie van Cyprinidae (Eigenlijke karpers).

## Soort
- Pseudobrama simoni (Bleeker, 1864)